# Molophilus montanus
Molophilus montanus là một loài ruồi trong họ Limoniidae. Chúng phân bố ở miền Cổ bắc.